# 太田吾一

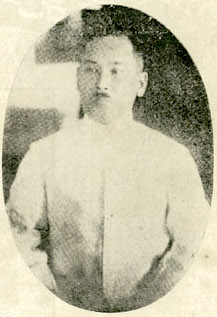
太田吾一

太田吾一（1885年7月—？）為日本政府官員，本籍日本靜岡。本擔任新竹州警務部長的太田吾一於1924年受台灣總督府派任，接替武藤針五郎，於台灣台北地區擔任台北市尹一職。該官職約等於今台北市市長。
| 前任： 武藤針五郎 | 台北市尹 1924年上任 | 繼任： 田端幸三郎 |

| 前任： 高橋親吉 | 高雄州知事 1927年7月27日─1931年1月20日 | 繼任： 平山泰 |

| 前任： 水越幸一 | 台中州知事 1931年上任 | 繼任： 竹下豐次 |